# Phenoxymethylpenicillin
Phenoxymethylpenicillin, også kendt som penicillin V eller blot Pc-V, er et smalspektret antibiotikum der tilhører penicillingruppen. Det administreres peroralt i form af tabletter eller en oral opløsning.
Phenoxymethylpenicillin er i Danmark markedsført under navnene Pancillin®, Primcillin®, Rocilin® og Vepicombin® Novum.

## Anvendelse
Phenoxymethylpenicillin anvendes blandt andet til behandling af øvre og nedre luftvejsinfektioner som halsbetændelse, bihulebetændelse, mellemørebetændelse og lungebetændelse opstået uden for sygehus.
Derudover anvendes det til behandling af tandkødsbetændelse samt visse hudinfektioner.